# Welzow
Welzow, niedersorbisch Wjelcej, ist eine Kleinstadt im brandenburgischen Landkreis Spree-Neiße in der Niederlausitz. Sie gehört zum amtlichen Siedlungsgebiet der Sorben/Wenden.

## Geographie

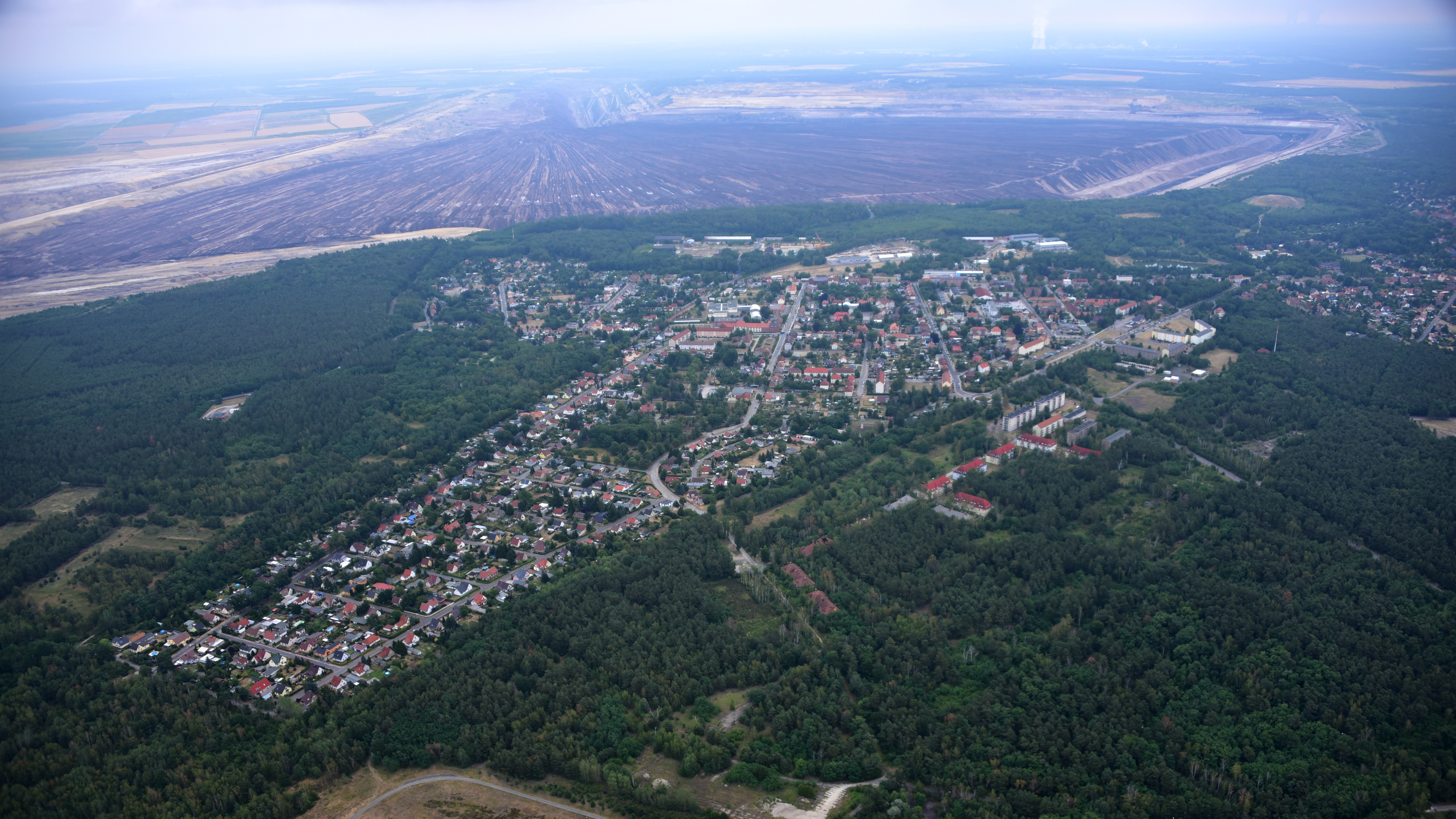
Welzow mit Tagebau, Luftaufnahme (2019)

Die Stadt liegt in der Niederlausitz im Südosten des Landes Brandenburg westlich der Spree, zwischen Cottbus und Senftenberg und an der Grenze zu Sachsen.
Die Region ist durch die Seen, Flüsse, Flachmoore, ausgedehnte Kiefernwälder, aber auch Laub- und Mischwälder der Lausitzer Heidelandschaft geprägt. Trugen ursprünglich Urstromtäler und Endmoränen der vergangenen Eiszeit zur Gestaltung der Landschaftsform wesentlich bei, so stellen sich heute große Teile der Region infolge des seit Jahrzehnten intensiv betriebenen Braunkohleabbaus als zerstörte Landschaften dar, die im Zuge der Neugestaltung wieder aufgewertet werden sollen.
Durch die zahlreichen Tagebaurestseen entstand in der Umgebung das Lausitzer Seenland, Deutschlands größte Rekultivierungsbaustelle. Direkt in der Nachbarschaft der Stadt Welzow findet man den Tagebau Welzow-Süd mit der Förderbrücke F60, der größten beweglichen Arbeitsmaschine der Welt.

## Stadtgliederung
Zu Welzow gehören der Ortsteil Proschim (Prožym) und die Wohnplätze Karlsfeld (Karlowe pólo), Sibirien (Sibirska) und Zollhaus (Cłonica).

## Geschichte
Im Braunkohlentagebau Welzow-Süd wurde ein Zentrum germanischer Eisenproduktion nachgewiesen – neben dem nahen Wolkenberg. Die 36 Fundplätze mit rund 1300 Rennöfen, Ambosssteinen, Grubenmeilern und Erzaufbereitungsplätzen lagen an den Hängen des Endmoränenrückens und entlang des Petershainer Fließes. Zahlreiche Scherben von Töpfen und Kümpfen in der Verfüllung zweier Grubenmeiler, die zu drei Ofenbatterien bei Klein Görigk gehörten, waren eine Besonderheit, da zeitgleiche Keramik nur selten an Verhüttungsplätzen auftritt. Die grobe Siedlungsware datiert die Eisenproduktion in die spätrömische Kaiserzeit (3./4. Jahrhundert). Auf allen drei Fundplätzen fanden sich neben Schlackengruben maximal 20 cm tiefe Packungen von gebranntem Lehm mit etwa 40 cm Durchmesser. An manchen Öfen gab es eine, an anderen zwei Gruben, die auf die Anzahl und Anordnung der Düsenlöcher schließen lassen, die sich nachweislich 10 cm über Bodenniveau befanden. Im verziegelten Bruchstück der Ofenwand war der Rest eines Düsenloches von 1,5 cm Durchmesser zu erkennen. Bei einem der Verhüttungsplätze spricht das Arrangement der Öfen in Gruppen für mehrmaliges Aufsuchen des Platzes und eine saisonale Eisenerzeugung. Vermutlich betätigte sich hier eine Gemeinschaft aus der Umgebung. Im direkten Umfeld fehlen ebenso wie bei den anderen Verhüttungsplätzen des Reviers die Siedlungsspuren.

### Frühe Neuzeit
Der Name Welzow (Welcze) wird erstmals am 12. Dezember 1547 in den Spremberger Stadtbüchern erwähnt. Oft ist noch fälschlicherweise die Jahreszahl 1280 zu finden, die sich nach wiederholten Überprüfungen als unzutreffend erwies. Bis zum 6. April 1584 war Welzow ein Amtsdorf der Herrschaft Spremberg. Am 21. Juli des gleichen Jahres bildeten die Dörfer Welzow, Proschim und Gosda das Dominium Gosda, womit Welzow ein Vorwerk des Rittergutes wurde. Im Jahr 1708 sind für Welzow acht Bauern, ein Halbbauer und vier Gärtner als Bewohner verzeichnet, zehn Jahre später waren es acht Hufner und zwei Kossäten, die Abgaben von insgesamt 653 Gulden und zwei Groschen zu entrichten hatten. Am 25. Juli 1770 brannten große Teile Welzows als Folge eines Blitzschlages ab. Am 16. Oktober 1790 erwarb der Premierleutnant Johann Sebastian von Wirsing das Rittergut Gosda, nach dessen Tod im Jahr 1817 wurde das Rittergut Gosda in den 1820er-Jahren aufgrund von Erbstreitigkeiten aufgelöst, sodass Welzow, Proschim und Gosda eigenständige Gemeinden wurden.

### 19. und 20. Jahrhundert
Ab 1816 gehörte Welzow zum Landkreis Spremberg in der preußischen Provinz Brandenburg. Während des Zweiten Weltkrieges mussten Kriegsgefangene aus der Sowjetunion und Frankreich sowie Frauen und Männer aus den von Deutschland besetzten Ländern Zwangsarbeit verrichten: in der Zentralwerkstatt, in der Germaniahütte und in der alten Brikettfabrik, dem späteren Alfred-Scholz-Werk. Viele von ihnen gingen an der unmenschlichen Behandlung zugrunde. Auf dem Flugplatz Welzow lagen in den Jahren 1944 und 1945 zahlreiche Jagd-Einheiten der Luftwaffe, die bei der Reichsluftverteidigung eingesetzt wurden. Nach Kriegsende kam der Ort zur Sowjetischen Besatzungszone und 1949 zur DDR. Bei der DDR-Kreisreform im Juli 1952 wurde Welzow dem Kreis Spremberg im Bezirk Cottbus zugeordnet. Ab den späten 1950er-Jahren war der Ort vom Lausitzer Braunkohlerevier geprägt. Im Jahr 1969 wurde Welzow das Stadtrecht verliehen. Bis zum Ende der DDR existierten weitere größere Industriebetriebe wie die VEB Baumaschinen Welzow und Braunkohlenbohrungen und Schachtbau.
Nach der Wiedervereinigung kam Welzow zum Land Brandenburg. Seit der Kreisreform 1993 gehört die Stadt zum Landkreis Spree-Neiße. Heute finden sich in Welzow hauptsächlich Dienstleistungs-, Bau- und Handwerksgewerbe.

### Eingemeindungen
Proschim wurde am 26. Oktober 2003 eingemeindet. Am 1. Januar 2006 wurde die Ortsflur der devastierten Gemeinde Haidemühl nach Welzow eingegliedert.

## Bevölkerungsentwicklung
| Jahr | Einwohner |
| ---- | --------- |
| 1875 | 0235      |
| 1890 | 0263      |
| 1910 | 4.702     |
| 1925 | 6.230     |
| 1933 | 6.764     |
| 1939 | 7.072     |

| Jahr | Einwohner |
| ---- | --------- |
| 1946 | 7.304     |
| 1950 | 7.448     |
| 1964 | 7.016     |
| 1971 | 6.821     |
| 1981 | 5.735     |
| 1985 | 5.812     |

| Jahr | Einwohner |
| ---- | --------- |
| 1990 | 5.304     |
| 1995 | 4.752     |
| 2000 | 4.498     |
| 2005 | 4.183     |
| 2010 | 3.806     |
| 2015 | 3.645     |

| Jahr | Einwohner |
| ---- | --------- |
| 2020 | 3.317     |
| 2021 | 3.274     |
| 2022 | 3.257     |
| 2023 | 3.187     |
| 2024 | 3.102     |

Gebietsstand des jeweiligen Jahres, Einwohnerzahl: Stand 31. Dezember (ab 1990), ab 2011 auf Basis des Zensus 2011, ab 2022 auf Basis des Zensus 2022

## Politik

### Stadtverordnetenversammlung
Die Stadtverordnetenversammlung von Welzow besteht aus 16 Stadtverordneten und dem hauptamtlichen Bürgermeister. Die Kommunalwahl am 9. Juni 2024 führte zu folgendem Ergebnis:
| Partei / Wählergruppe                                    | Ergebnis 2024 | Sitze 2024 |        | Ergebnis 2019 | Sitze 2019 | Ergebnis 2014 | Sitze 2014 |
| -------------------------------------------------------- | ------------- | ---------- | ------ | ------------- | ---------- | ------------- | ---------- |
| Bürgerinitiative Zukunft Welzow                          | 30,4 %        | 5          | 11,5 % | 2             | 11,6 %     | 2             |            |
| FDP                                                      | 22,2 %        | 4          | –      | –             | –          | –             |            |
| SPD                                                      | 17,1 %        | 3          | 32,4 % | 5             | 34,5 %     | 6             |            |
| CDU                                                      | 14,5 %        | 2          | 09,2 % | 2             | 16,4 %     | 3             |            |
| Bürgerforum Stadtumbau Welzow – Freie Wähler Brandenburg | 14,2 %        | 2          | 13,1 % | 2             | 08,5 %     | 1             |            |
| Bündnis 90/Die Grünen                                    | 01,5 %        | –          | 02,6 % | –             | –          | –             |            |
| Bürgerinitiative Zukunft Proschim/Welzow                 | –             | –          | 18,5 % | 3             | 14,1 %     | 2             |            |
| Die Linke                                                | –             | –          | 06,4 % | 1             | 07,9 %     | 1             |            |
| Grüne Zukunft Welzow                                     | –             | –          | 06,2 % | 1             | 07,1 %     | 1             |            |
| Insgesamt                                                | 100 %         | 16         | 100 %  | 16            | 100 %      | 16            |            |
| Wahlbeteiligung                                          | 61,7 %        | 61,7 %     | 52,3 % | 52,3 %        | 51,4 %     | 51,4 %        |            |

### Bürgermeister
| - 1954–1957: Lucie Reichert - 1957–1961: Erich Neuber - 1961–1970: Johannes Jentsch - 1970–1981: Erich Rinas - 1981–1989: Lothar Merz - 1989–1990: Karin Haase | - 1990–1991: Ulrich Wallner - 1991–1995: Hartmut Hömberg - 1996–2003: Helfried Skoddow (parteilos) - 2003–2009: Reiner Jestel (CDU) - 2009–2025: Birgit Zuchold (SPD) - seit 2025: Hilmar Mißbach (BVB/Freie Wähler) |

Zuchold wurde in der Bürgermeisterstichwahl am 21. Juni 2009 mit 57,6 % der gültigen Stimmen zur neuen Bürgermeisterin gewählt. Am 7. Mai 2017 wurde sie mit einem Stimmenanteil von 59,9 % in ihrem Amt bestätigt.
Hilmar Mißbach ist seit dem 25. Juni 2025 Bürgermeister von Welzow. Er wurde bei der Bürgermeisterwahl am 11. Mai 2025 als Kandidat von BVB/Freie Wähler, dem Bürgerforum Stadtumbau Welzow und der Wählergruppe Zukunft Welzow mit 67,7 % der gültigen Stimmen (Wahlbeteiligung: 56,6 %) gewählt. Seine Amtszeit beträgt acht Jahre.

### Wappen, Flagge, Dienstsiegel
1934 erhielt die damalige Gemeinde Welzow, seit 1969 Stadt Welzow, die Erlaubnis, das nachstehend beschriebene Wappen zu führen. Der Minister des Innern des Landes Brandenburg bestätigte der Stadt Welzow das Wappen am 14. Juli 2005.
Wappenbeschreibung
„In Rot zwei schräggekreuzte silberne Berghämmer, oben bewinkelt von einer silbernen Glasschale, unten von drei gestürzten silbernen Fruchtähren.“
Stadtfarben
„rot-weiß“
Dienstsiegel
Das Dienstsiegel der Stadt Welzow hat einen Durchmesser von 35 mm und trägt in der äußeren Umrahmung den Namen der Gemeinde, „STADT WELZOW“, und den Namen des Landkreises, „LANDKREIS SPREE-NEIßE“. Im Inneren erscheint das Wappen der Stadt Welzow
Für kleine Urkunden wird das Dienstsiegel mit einem Durchmesser von 20 mm verwendet.

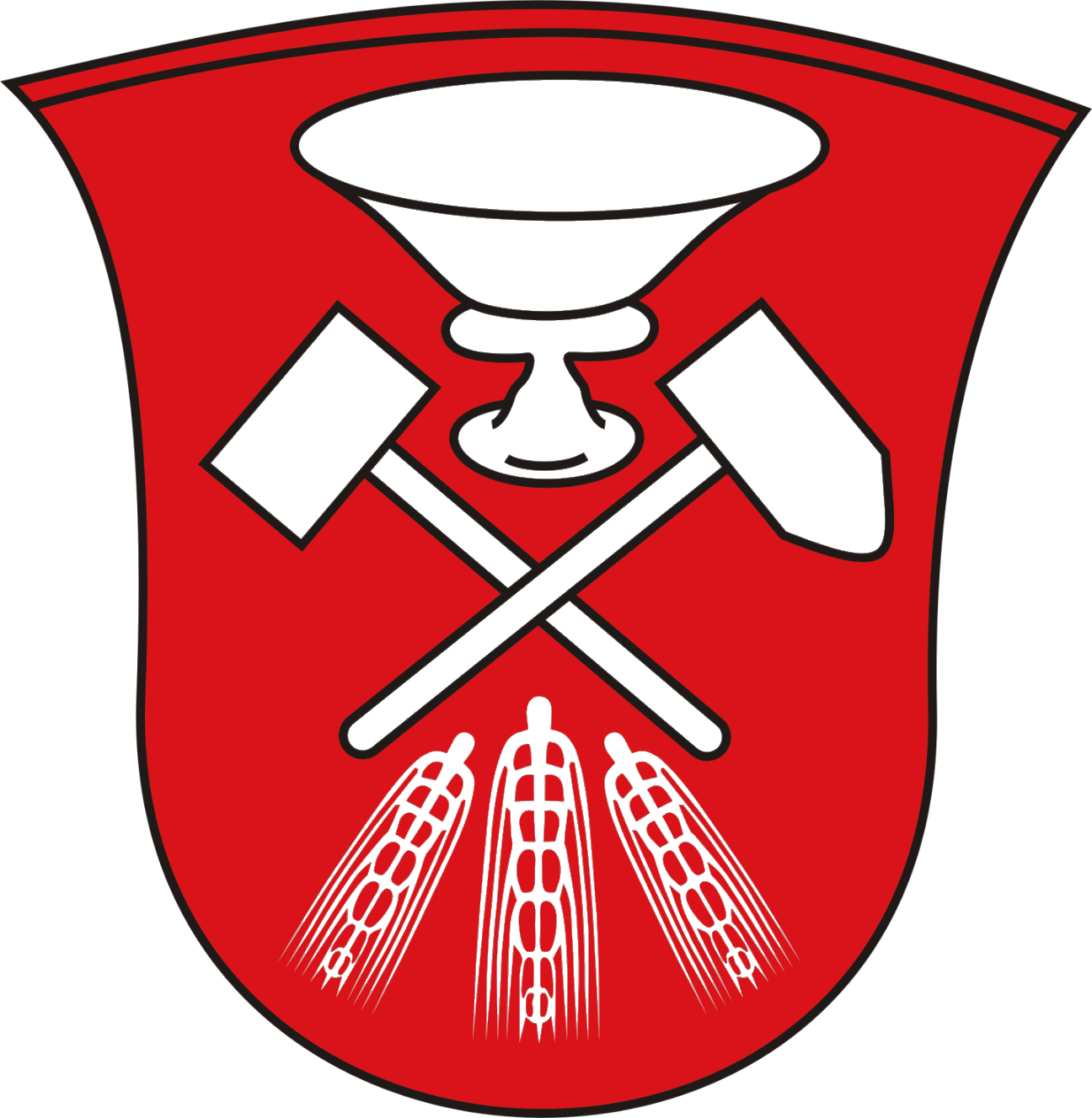
Stadtwappen
Stadtfarben, abgeleitet von den Wappenfarben

### Partnergemeinden
Partnerschaftliche Beziehungen pflegt Welzow mit den Gemeinden Schiffweiler im Saarland und Maszewo in Polen.

## Sehenswürdigkeiten und Kultur

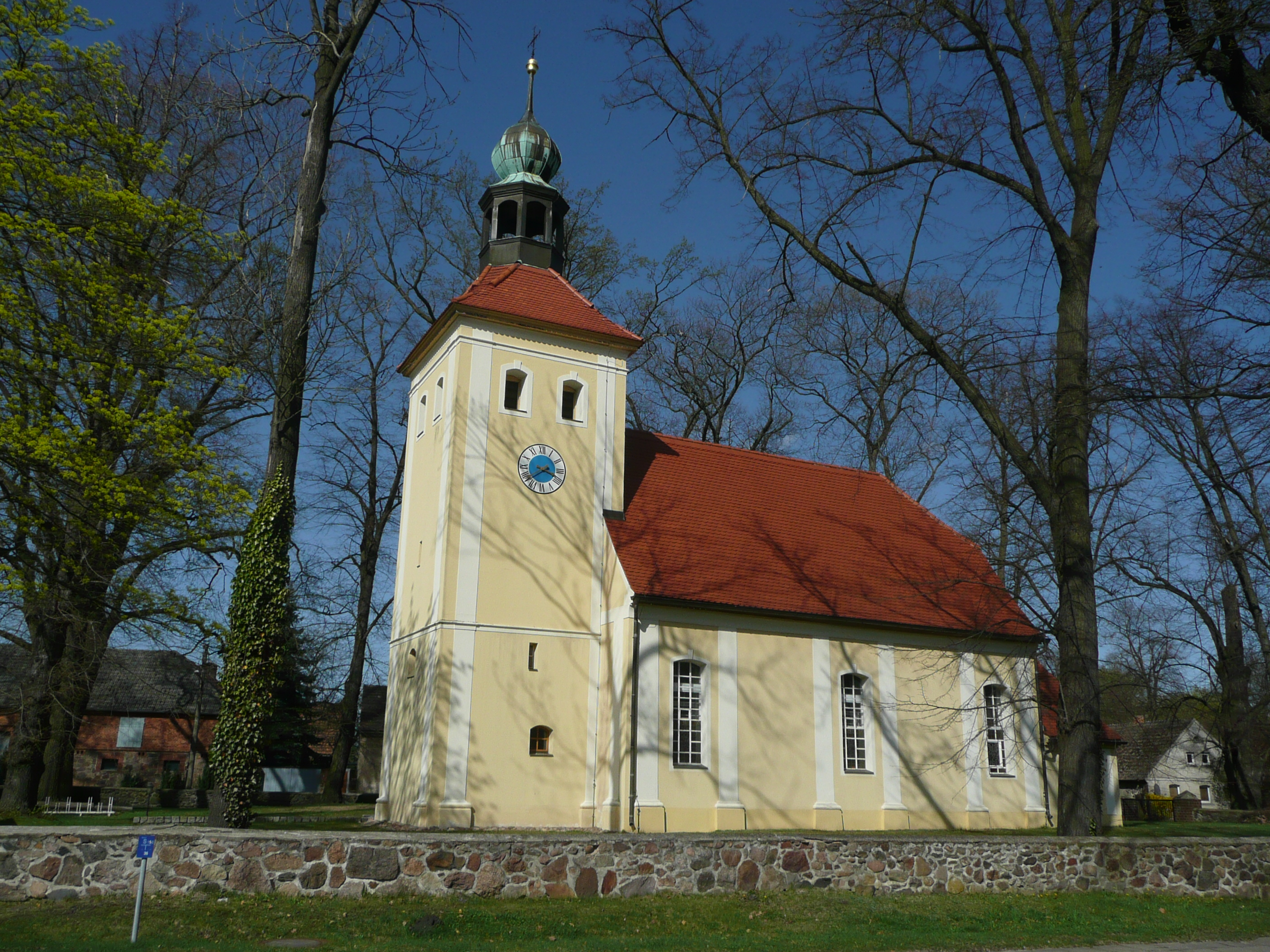
Evangelische Kirche

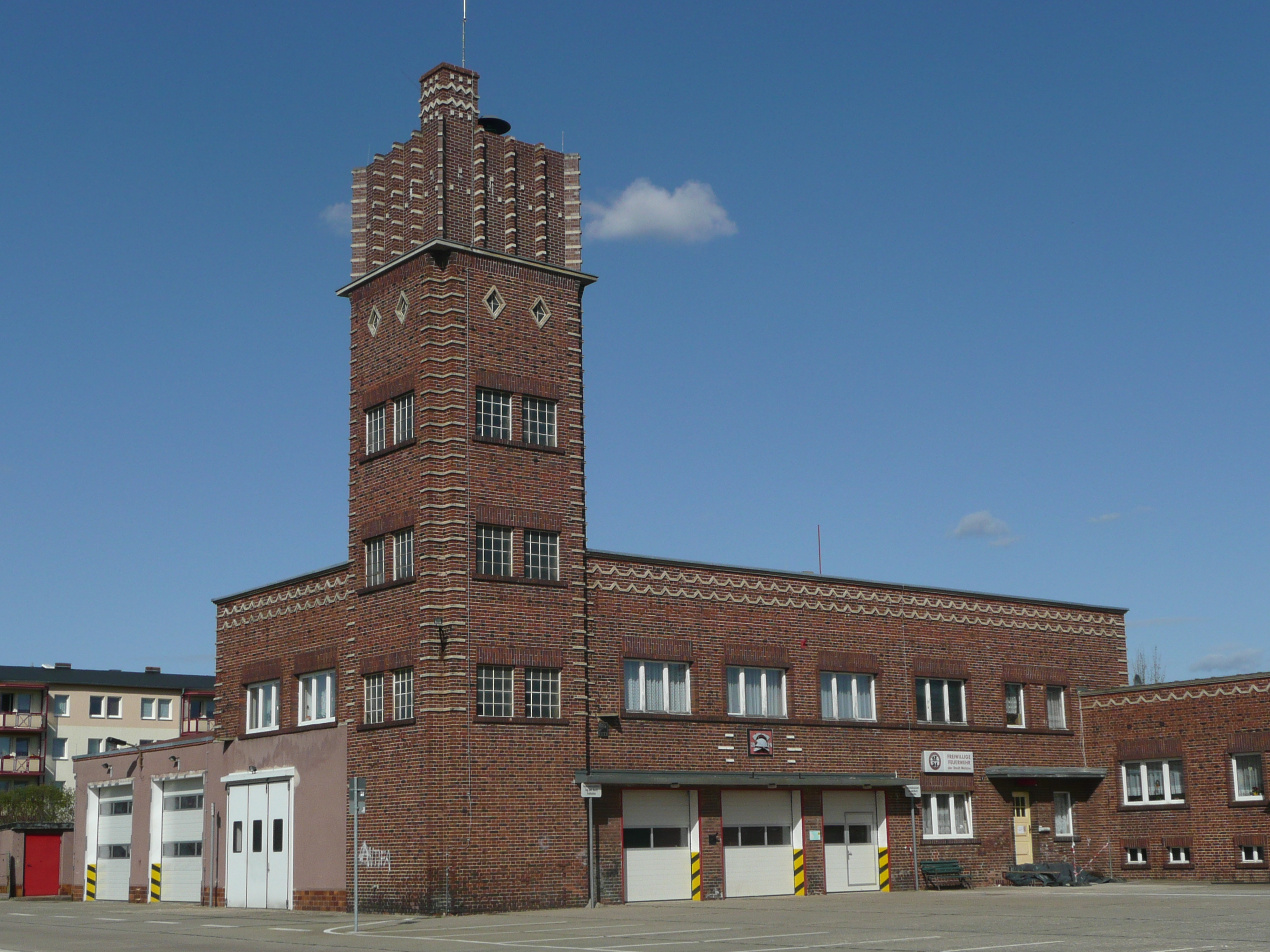
Städtisches Feuerwehrhaus

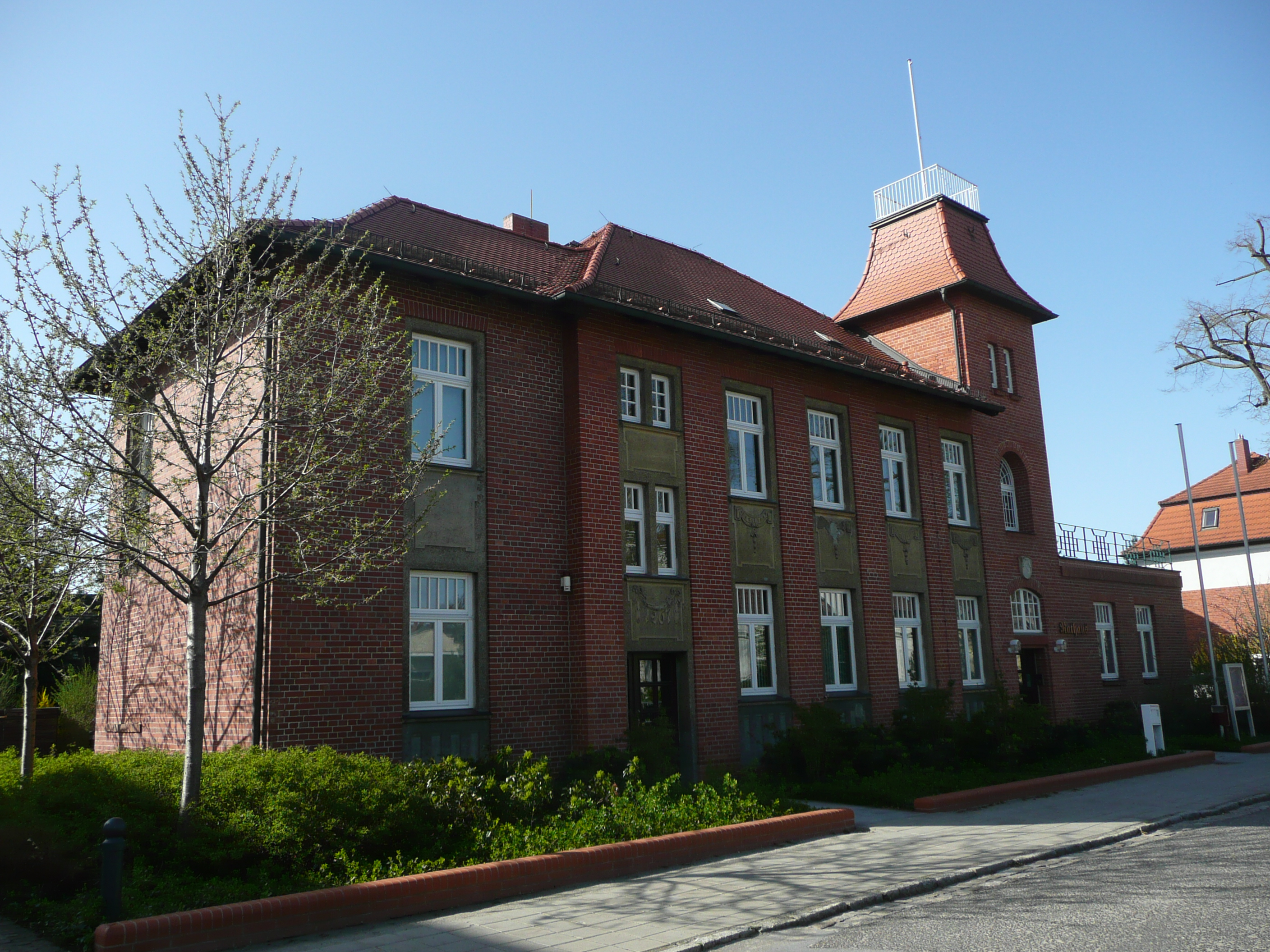
Rathaus

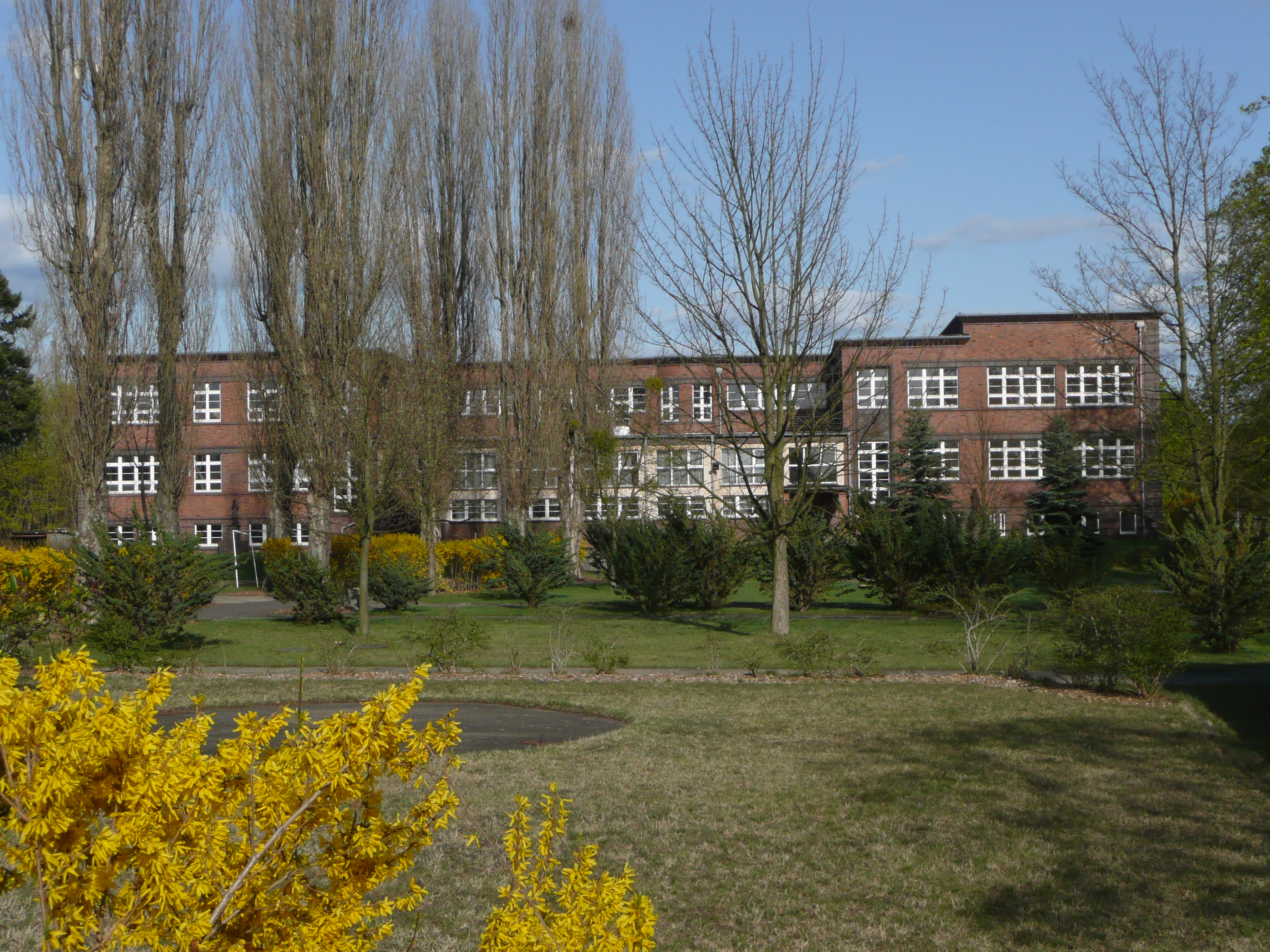
Ehemalige Puschkinschule

Welzow mit seiner bergbaulich beeinflussten Umgebung ist mit dem Projekt Nr. 4 – „Landschaft im Wandel“ Bestandteil der Internationalen Bauausstellung Fürst-Pückler-Land: Während der Rekultivierung des Tagebaus Welzow wird in der wandernden Wüste des fortschreitenden Tagebaus eine innenliegende Fläche als Oase kultiviert.

### Bauwerke
In der Liste der Baudenkmale in Welzow stehen die in der Denkmalliste des Landes Brandenburg eingetragenen Baudenkmale.
Beispielhaft sind die beiden Kirchen zu nennen. Die Evangelische Kirche wurde 1740 errichtet. Das Kirchenschiff wurde aus Stein gesetzt, der Glockenturm erhielt eine Holzkonstruktion. 1908 wurde der hölzerne durch einen Zwei-Glocken-Turm aus Stein ersetzt. Die kleinere Glocke wurde wahrscheinlich um 1430 gegossen. Die katholische Filialkirche St. Josef in Welzow ist mit etwa 150 Sitzplätzen eine eher kleine Diasporakirche des Bistums Görlitz.
Seit Ende der 1920er Jahre errichtete der Gemeindebaumeister Otto Grahe öffentliche Bauten, so etwa die Friedhofskapelle, das städtische Feuerwehrhaus, die Gemeindebadeanstalt, die ehemalige Puschkinschule sowie weitere Bauten für private Auftraggeber. Stadtbildprägend ist dabei die Verwendung des ortstypischen Baumaterials Backstein an allen von Grahe errichteten Gebäuden, in Verbindung mit dem orthogonalen Straßenraster und den weißlackierten Zäunen.

### Geschichtsdenkmale
- Sowjetischer Ehrenfriedhof innerhalb des Friedhofs der Stadt für Soldaten sowie 44 (nach anderen Angaben 68) umgekommene Kriegsgefangene aus der Sowjetunion
- Ehrengrabanlage für fünf Welzower Bürger, die dem Terror der Nationalsozialisten zum Opfer fielen, mit einem Gedenkstein vor einer Gedenkwand
- Erinnerungstafel in der Gaststätte Kumpelklause in der Spremberger Straße 77 für den Arbeitersportler Alfred Scholz, der hier 1928 von Streikbrechern ermordet wurde
- Gedenktafel für Alfred Scholz an der Förderschule Slamer Höhe 22, die zu DDR-Zeiten nach ihm benannt war
- Gedenkstätte auf dem Friedhof des Ortsteils Altwelzow am Ende des Liesker Weges für vier umgekommene Zwangsarbeiterinnen aus der Sowjetunion und Polen, die namentlich genannt werden

### Museen
- Flugplatzmuseum Welzow, Flugplatz Welzow – ganzjährig
- Museum „Alte Mühle“ im Ortsteil Proschim – ganzjährig
- Feuerwehrmuseum Welzow – 2015 eröffnetes Feuerwehrmuseum, das neben Feuerwehrfahrzeugen auch 4 Motorräder, 3 Autos, 2 Motoren und Sonderfahrzeuge ausstellt.[21] Es ist von April bis Oktober an den Wochenenden geöffnet.[22]
- Heimatstube Welzow – nach Voranmeldung
- Archäotechnisches Zentrum Welzow – ganzjährig
- Freilichtpräsentation mit original wiederaufgebauten Straßenabschnitten, Feldsteinkellern und einem Brunnen im Industriegebiet der Stadt, hinzu kommt das Hausgerüst einer Feldscheune, des ersten vollständig erhaltenen und damit rekonstruierbaren mittelalterlichen Pfostenbaus der Niederlausitz

### Filmstudio BuS
Das Filmstudio BuS (Braunkohlenbohrungen und Schachtbau) existierte vom 7. Mai 1963 bis zum 7. Mai 1988. Es entstanden 110 Kurzfilme zu Themen des Bergbaus und der Lausitzer Region, überwiegend im 16-mm-Format. Beim Weltwettbewerb der UNICA 1982 in Aachen gewann der Spielfilm „Hilfe, ich bin eine Frau“ eine Silbermedaille. Der kombinierte Real-Trick-Film „Waldpirouette“ (1979) wurde im Weltarchiv der UNICA in Zürich archiviert.

## Wirtschaft und Infrastruktur

### Braunkohletagebau
Im Osten grenzt der Tagebau Welzow-Süd an die Stadt. Der Energiekonzern Vattenfall als Eigentümer und Betreiber plante ab 2027 eine Erweiterung des Tagebaus unter dem Namen Welzow-Süd II, wozu fast 2000 Hektar (20 Quadratkilometer) abbaggern werden sollten. Das Dorf Proschim sowie Teile von Welzow hätten dann dem Tagebau weichen müssen. 800 Menschen wären davon betroffen gewesen.
Ein Entwurf des Plans aus dem Jahr 2011 musste wegen gravierender Mängel überarbeitet werden; Mitte 2013 wurde eine neue Fassung des Plans öffentlich ausgelegt. Während der Einwendungsphase zum neuen Planverfahren für Welzow-Süd II organisierten Gegner des Vorhabens mehrere Protestaktionen.
Teile des Verkehrslandeplatzes Welzow sollten mittelfristig durch den Tagebau Welzow-Süd abgebaggert werden. Die Gesamtfläche des Verkehrslandeplatzes von 600 Hektar gehört drei Eigentümern. Dies sind mit 523 Hektar Vattenfall Europe, mit 57 Hektar die Flugplatzbetriebsgesellschaft Welzow und mit 20 Hektar die Stadt Welzow. Die Gesamtfläche der Start- und Landebahn sowie der notwendigen Rollwege beträgt etwa 250 Hektar.
Im Zuge des beschlossenen Kohleausstiegs in Deutschland verzichtet der neue Betreiber LEAG auf die Erweiterung des Tagebaus Welzow-Süd II.

### Verkehr
Welzow liegt an der Landesstraße L 522 zwischen Neupetershain und dem Welzower Ortsteil Proschim. Die nächstgelegenen Autobahnanschlussstellen sind Großräschen an der Bundesautobahn 13 (Berlin–Dresden) und Cottbus-West an der Bundesautobahn 15 (Dreieck Spreewald–polnische Grenze).
Die Haltepunkte Welzow und Proschim-Haidemühl lagen an der Bahnstrecke Neupetershain–Hoyerswerda. Der Personenverkehr wurde 1960 eingestellt, die Strecke ist inzwischen abgebaut.

### Flugplatz

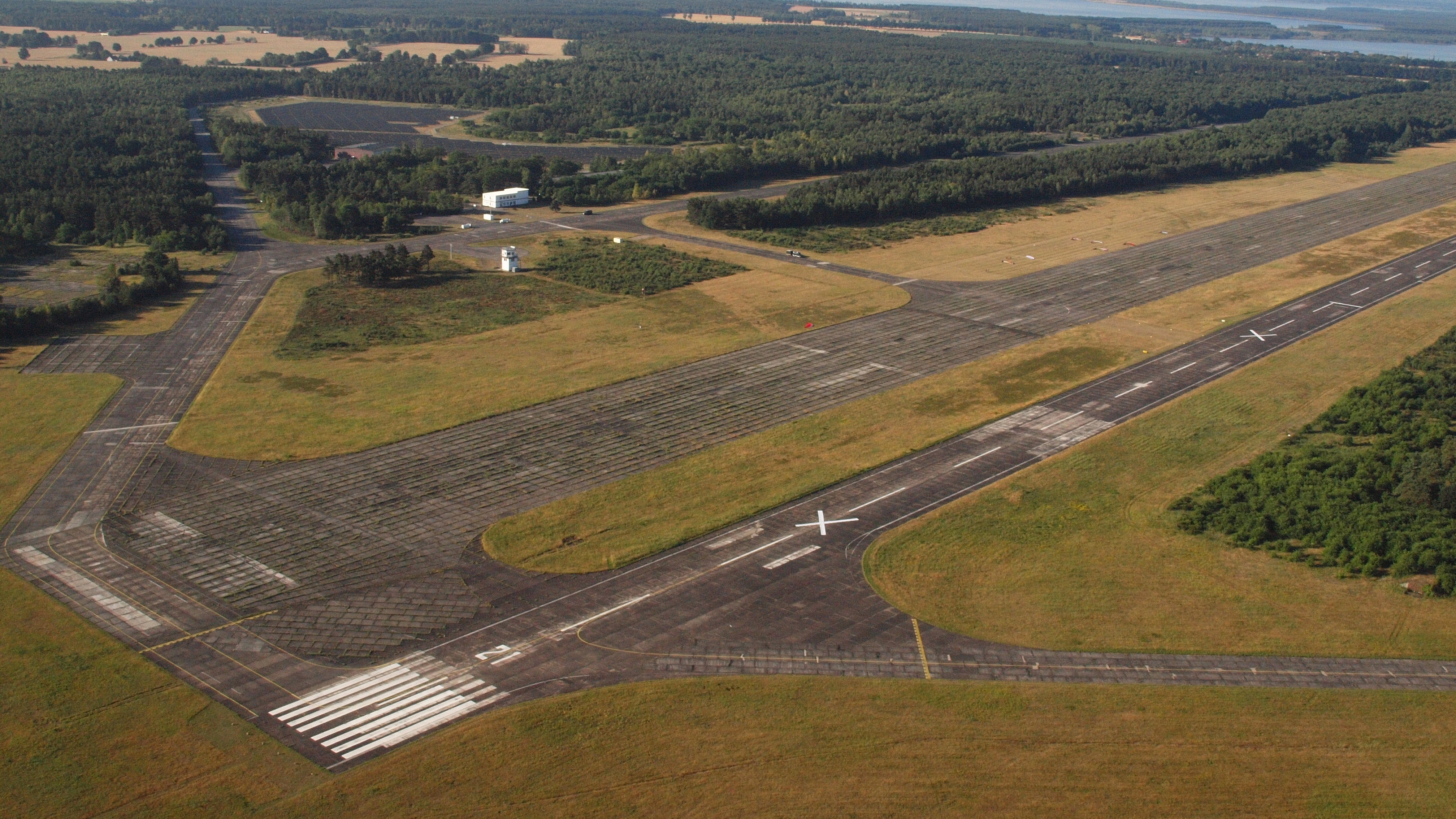
Welzow, Flugplatz, Luftaufnahme (2015)

Der Verkehrslandeplatz Welzow ist als Flugplatz seit 1996 als ziviler Verkehrslandeplatz zugelassen. Ab 1925 erfolgte seine Nutzung als Segel- und Motorflugplatz, ab 1935 als Militärflugplatz. Nach dem Zweiten Weltkrieg stand er bis zur Wende unter Befehl der sowjetischen Armee in der DDR. Bekannt in der Umgebung ist das Welzower Flugplatzfest, welches alljährlich im Sommer stattfindet. Besonders lohnt sich dabei ein Besuch des Flugplatzmuseums Welzow, welches seit dem Jahr 2002 seine Pforten geöffnet hat.
Im März 2009 wurde bekannt, dass Vattenfall Europe im Dezember 2008 große Teile des Verkehrslandeplatzes vom Land Brandenburg erworben hat. Nach Aussage eines Firmensprechers des Unternehmens wird Vattenfall jedoch keine Anteile der Flugplatzbetreibergesellschaft erwerben. Diese Anteile werden, mit Stand vom 1. Oktober 2010, zu je 16 % von der Stadt Spremberg, Welzow und dem Landkreis Spree-Neiße gehalten. Weiterhin halten die Städtischen Werke Spremberg 6 %, die Gemeinde Neu-Seeland 1 % sowie die Flugplatzbetreibergesellschaft selbst 45 % dieser Anteile. Im Dezember 2011 gaben die Stadt Spremberg, die Städtischen Werke Spremberg, der Landkreis Spree-Neiße und die Gemeinde Neu-Seeland aus wirtschaftlichen Erwägungen ihren Austritt aus der Flugplatzbetreibergesellschaft zum 31. Dezember 2012 bekannt.
Am 3. September 2019 besuchte der EU-Kommissar Christos Stylianides den Flugplatz Welzow, um die Standortvoraussetzungen zu prüfen, eine Löschflugzeugstaffel im Rahmen des RescEU-Programms anzusiedeln. Er nannte die Standortvoraussetzungen optimal, es fehle allerdings an der klar erkennbaren Bereitschaft der Bundesregierung. Auch die Landesregierung Brandenburg äußerte Skepsis.